# Kammermusik n. 6
La Kammermusik n. 6, op. 46 n. 1 (Concerto per viola d’amore e orchestra da camera) è una composizione di Paul Hindemith del 1927.

## Storia della composizione
Il periodo nel quale vengono alla luce le ultime due Kammermusik, comprese nell’opera 46, è quello in cui la musica di Hindemith si caratterizza per il suo razionalismo, oltreché per il sempre più marcato rigore artigianale di scrittura, derivato dalla suprema arte di J. S. Bach. L’evidente dimensione arcaica delle opere del suddetto periodo è un tratto che le distingue nettamente da analoghi tentativi di altri compositori contemporanei . 
La prima delle Kammermusik dell’opera 46 si caratterizza per la scelta originale e insolita, in pieno XX secolo, della viola d'amore, strumento della famiglia degli archi che si distingue per forma e dimensioni (cassa armonica lievemente più ampia) dalla viola. Un’altra caratteristica, che può dirsi fondamentale, è data dalle corde; sei/sette sono poste sopra il ponticello e si suonano in modo convenzionale con l’archetto, mentre altrettante si trovano in basso e vibrano non per contatto ma per simpatia. Tra i maggiori compositori di concerti per questo caratteristico strumento ad arco figura Antonio Vivaldi, che ne scrisse sei per sola viola d’amore e orchestra (RV 392-397) e uno per viola d’amore e liuto (RV 540).
Paul Hindemith scoprì e apprezzò le qualità sonore della viola d’amore nel 1922, allorché si recò nell’atelier del liutaio Eugen Sprenger a Francoforte. L’entusiasmo per uno strumento così antico e affascinante fu tale per il compositore, tanto che volle manifestarlo in una lettera a una sua amica di gioventù, Emmy Ronnefeldt: «Uno strumento assolutamente delizioso … quanto tu possa immaginare di più bello in materia di sonorità; una dolcezza, una soavità indescrivibili. (È) uno strumento terribilmente difficile da suonare, ma l’ho suonato con grande entusiasmo e per la grande gioia degli ascoltatori». 

## Struttura della composizione
Il primo movimento, indicato in partitura Mäßig schnell, majestätisch (Moderatamente veloce, Maestoso), inizia con una breve e vigorosa introduzione dei fiati, ai quali segue il solista che, con il sottofondo ancora dei fiati, esegue un motivo caratterizzato dall’arduo virtuosismo e dal vivace incedere. Dopo alcune battute, il ritmo rallenta e si passa a un’atmosfera di placida cantabilità, a tratti interrotta da brevi e secchi accordi degli ottoni, ma ben presto la viola ritorna a un ritmo più rapido, sempre con il sottofondo dei fiati. A metà del movimento emerge la sonorità della tromba, con il suo caratteristico timbro marziale e l’incedere vivace, accompagnata dagli altri fiati e particolarmente dal fagotto, con il suo buffo suono in ritmo puntato, mentre la viola procede speditamente nel registro acuto, lasciando poi lo spazio all’orchestra ma solo per un momento, ricomparendo ancora nel registro acuto. Nelle ultime battute è di nuovo la tromba a riapparire in primo piano, fino alla chiusura finale.
Il secondo movimento Langsam (Lento) rappresenta una delle più felici creazioni dell’arte musicale di Hindemith e si caratterizza per la notevole durata, rispetto alla lunghezza complessiva del concerto. Esso è dominato dalla fluente linea cantabile del solista che, dopo l’introduzione del clarinetto accompagnato dagli altri fiati e successivamente affiancato dal fagotto in un vero e proprio duetto, abbandona il ritmo vivace del precedente movimento per sostituirlo con un canto nostalgico e dolente, accompagnato dalle varie sezioni orchestrali, che quasi mai salgono molto d’intensità. Nel finale, il solista cede il passo al clarinetto, al quale spetta portare a conclusione il movimento. 
Nel terzo movimento Variationen (Variazioni), dopo l’ampia introduzione della viola solista sono i fiati a fare la loro comparsa in funzione di accompagnamento discreto, salvo alcuni episodi in cui l’intensità sonora sale, ma non tanto. Come riporta il titolo, questo movimento si articola in una serie di variazioni dal tono meditativo, alla maniera di una lunga cadenza accompagnata, nella quale vengono ripresi alcuni elementi tematici uditi in precedenza. Colpisce del movimento il suono chiaro e trasparente, di composizione prettamente cameristica, in luogo dei temi plastici e dei ritmi insistiti propri delle opere della maturità di Hindemith.
Il quarto e ultimo movimento Lebhaft, wie früher (Vivace, come prima), il più breve di tutti, segue senza interruzione il precedente ed è introdotto da una breve entrata dell’orchestra alla quale segue il fagotto che, dopo poche battute, cede il passo al solista il cui ritmo vivace è sostenuto dai vari strumenti orchestrali. La musica prende un tono brioso e scanzonato fino alle ultime battute, lasciate alla viola d’amore in duetto con il fagotto.      

## Discografia parziale
- Norbert Blume; Royal Concertgebouw Orchestra, Riccardo Chailly (Decca)
- Wolfram Christ; Berliner Philharmoniker, Claudio Abbado (EMI)
- Brett Dean; Queensland Symphony Orchestra, Werner Andreas Albert (CPO)
- Ulrich Koch; Ensemble 13 Baden-Baden, Manfred Reichert (Deutsche Harmonia Mundi)